# جون هنري
جون هنري (بالإنجليزية: John Henry)‏ ولد في(31 ديسمبر عام1971، في المملكة المتحدة ) هو لاعب كرة قدم بريطاني في مركز الوسط. شارك مع منتخب اسكتلندا تحت 21 سنة لكرة القدم. أما مع النوادي، فقد لعب مع سانت جونستون وكوين أوف ساوث ونادي فالكيرك ونادي كيلمارنوك ونادي دمبرتون ونادي أردريونيانز ونادي كلايدبانك ‏.

## وصلات خارجية
- جون هنري على موقع قاعدة بيانات كرة القدم.إي يو (الإنجليزية)